# Brang Bara
Brang Bara is een bestuurslaag in het regentschap Sumbawa van de provincie West-Nusa Tenggara, Indonesië. Brang Bara telt 6436 inwoners (volkstelling 2010).